# Taeniophyllum toranum
Taeniophyllum toranum är en orkidéart som beskrevs av Johannes Jacobus Smith. Taeniophyllum toranum ingår i släktet Taeniophyllum och familjen orkidéer. Inga underarter finns listade i Catalogue of Life.